# Perdita sulphuripes
Perdita sulphuripes là một loài Hymenoptera trong họ Andrenidae. Loài này được Timberlake mô tả khoa học năm 1964.